# Betini (Okhaldhunga)
Pour les articles homonymes, voir Betini.
Betini (en népalais : बेतिनी) est un comité de développement villageois du Népal situé dans le district d'Okhaldhunga. Au recensement de 2011, il comptait 2 106 habitants.